# Ай-Котыгъёган
Ай-Котыгъёган (устар. Ай-Котыг-Еган) — река в России, протекает по Ханты-Мансийскому АО. Устье реки находится в 64 км по левому берегу реки Котыгъёган. Длина реки составляет 66 км, площадь водосборного бассейна 736 км². В 13 км от устья по левому берегу впадает река Санкилёкъигол.

## Данные водного реестра
По данным государственного водного реестра России относится к Верхнеобскому бассейновому округу, водохозяйственный участок реки — Вах, речной подбассейн реки — бассейны притоков (Верхней) Оби от Васюгана до Ваха. Речной бассейн реки — (Верхняя) Обь до впадения Иртыша.
Код объекта в государственном водном реестре — 13011000112115200039733.